# Den lyckliga horan
"Den lyckliga horan" är en arketyp och trop. Den syftar på att en lycklig prostituerad person – eller annan typ av sexarbetare – finns och är vanligt förekommande. Inom pornografin framställs gärna kvinnor som sexuellt villiga och tacksamma för att kunna tillfredsställa en man. Arketypen menar att sexarbetare i regel är självständiga och nöjda med sitt yrkesval och att det alltså inte ligger någon motsättning mellan att prostituera sig en längre tid och samtidigt kunna upprätthålla sin fysiska och psykiska hälsa – "vara lycklig". I populärkulturen förekommer fenomenet bland annat i filmen Pretty Woman. The Happy Hooker – my own story är titeln på en bok av Xaviera Hollander.
Numera används begreppet mest av prostitutionsmotståndare, för att påpeka/hävda att begreppet är en myt. Därmed skapas arketypen om "den olyckliga horan", vilken enligt vissa är en minst lika stark myt.

## Debatt
Motståndare till prostitution anser att den lyckliga horan är en myt. Myten om den lyckliga horan är ett ofta använt argument mot prostitution, pornografi, striptease och andra sexarbeten. Debattörer som argumenterar för avskaffande av den svenska sexköpslagen menar att den lyckliga horan kan förekomma i verkligheten, och att myten om den lyckliga horan i själva verket är en myt i sig själv, främst baserad på iakttagelser från lätt synlig prostitution såsom gatuprostitution. Prostitution som förmedlas via Internet, eskorttjänster, privata kontakter eller bordeller är inte kartlagd på samma sätt som gatuprostitutionen, och erfarenheter från en typ av prostitution är inte självklart överförbar till en annan. De som hävdar att myten är sann, definierar ofta prostitution som försäljning (och inte uthyrning) av en kvinnas kropp.
Motståndarna till motståndet mot prostitution menar i sin tur ofta att det inte finns särskilt många arbeten där de utövande yrkesmännen och yrkeskvinnorna är lyckliga och att ordet lycklig rentav är ett väldigt starkt ord som snarare skulle beskriva ett idealtillstånd som är få människor förunnat. De pekar härmed på att det inte är ett tillräckligt stort skäl att förbjuda en hel yrkesverksamhet, då många andra – om inte alla andra branscher i – så fall också borde förbjudas. Därmed menas att arketypen om den olyckliga horan är en än större myt.
Före detta prostituerade som slutat och numera argumenterar mot prostitution och sexbranschen, såsom Louise Eek, menar att deras egna erfarenheter visar att den lyckliga horan inte är en god bild av verklighetens prostitution. Andra debattörer, som  Petra Östergren (författare till boken Porr, horor och feminister) och Isabella Lund, framför en annan bild. I Amsterdam (känt för De Wallen) anses endast cirka 5 procent av de prostituerade betala skatt på sina inkomster, vilket kan ge en bild över proportionerna. Justitiekanslerns genomgång 2010 av den svenska sexköpslagens effekter innehöll kritik mot lagen från ett antal fortfarande aktiva prostituerade.